# شفیقه حبیبی

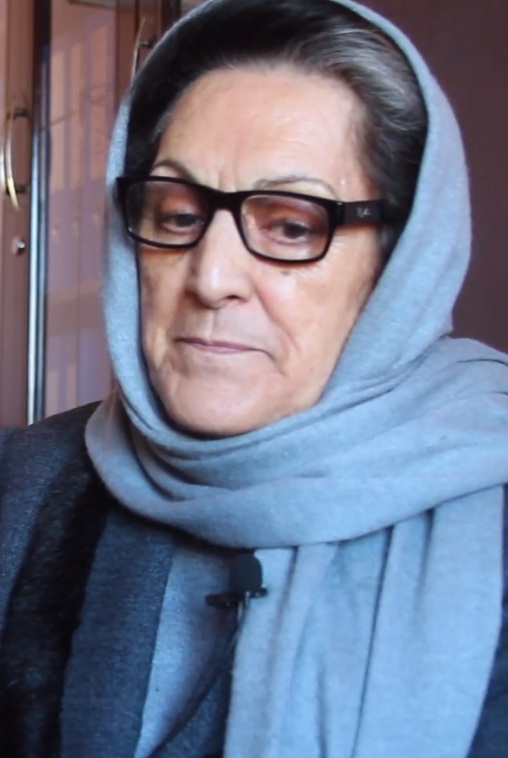
شفیقه حبیبی، ژورنالیست و سیاستمدار افغان - ۲۰۱۹

شفیقه حبیبی روزنامه‌نگار، مجری تلویزیون، فعال سیاسی و سیاستمدار اهل افغانستان است. او به خاطر حمایت از زنان روزنامه‌نگار و کاندیداتوری به عنوان معاون رئیس‌جمهور در کنار عبدالرشید دوستم در سال ۲۰۱۴ شناخته شده‌است.

## زندگی خصوصی
حبیبی از یک خانواده پشتون احمدزی از طبقه بالای جامعه است.گرچه او در کابل پرورش یافت ولی خانواده‌اش اهل ولایت لوگر هستند. در سال ۱۹۶۶ حبیبی از دانشگاه کابل مدرک روزنامه‌نگاری گرفت. او با محمود حبیبی ازدواج کرده‌است، محمود در دولت افغانستان شغل‌های مختلفی داشت. از جمله این مشاغل عبارت بود از وزیر اطلاعات محمد ظاهر شاه، رئیس سنا در زمان ریاست جمهوری محمد نجیب‌الله. زمانی که در سال ۱۹۹۲ کنترل کابل به دست مجاهدین افتاد، او و همسرش به همراه صدها هزار نفر دیگر به مزار شریف مهاجرت کردند. زمانی که در سال ۲۰۰۱ ایالات متحده شروع به بمباران کابل کرد، حبیبی به شهر پیشاور پاکستان گریخت.

## روزنامه‌نگاری، فعالیت سیاسی و سیاست
بلافاصله پس از گرفتن مدرک، حبیبی آغاز به کار برای رادیو تلویزیون ملی افغانستان کرد. او در تلویزیون هم شعر می‌خواند.او مجری تلویزیون و بنیان‌گذار مرکز روزنامه‌نگاری زنان هم بود.
تا اکتبر ۲۰۱۶ حبیبی رئیس اتحادیه روزنامه‌نگاری زنان افغان بود.
در سال ۱۹۹۴ حبیبی سازمان پخش رادیو و تلویزیون زنان برای حمایت از زنان روزنامه‌نگار تأسیس کرد.زمانی که در سال ۱۹۹۶ طالبان به قدرت رسید او را از کار منع کردند. در درازای حکومت پنج‌ساله طالبان او مدرسه «صنایع دستی» را سازماندهی کرد، که زنان در آن می‌توانستند وسایلی را ساخته و سپس بفروشند. او همچنین یک تشکیلات زیرزمینی زنان تأسیس کرد. هنگام حکومت طالبان در افغانستان مخفیانه ۸ مدرسه دخترانه را که از حکومت مخفی نگه داشته شده بود اداره می‌کرد. پس از اینکه در سال ۲۰۰۱ طالبان از قدرت برکنار شد، او برای کمیسیون مستقل حقوق بشر افغانستان کار کرد.
زمانی که در سال ۲۰۰۴ ژنرال ارتش افغانستان عبدالرشید دوستم کاندیدای ریاست جمهوری شد حبیبی هم به عنوان کاندیدای معاونت ریاست جمهوری با او همکاری کرد. او یکی از سه زنی بود که در انتخابات ریاست جمهوری آن سال وارد کارزار شده بودند. حبیبی مدیر سازمان غیردولتی انجمن زنان افغانستان جدید است. این سازمان موارد خشونت جنسی را رصد می‌کند. حبیبی گفته‌است که دولت افغانستان در مورد خشونت‌های جنسی بی‌تفاوت است، و به خاطر بالا بردن میزان چنین خشونت‌هایی باید سرزنش شود.

## جوایز
حبیبی به عنوان مبارز حقوق بشر و روشنفکر اجتماعی شناخته شده‌است. او در سال ۲۰۰۲ برنده جایزه شجاعت در خبرنگاری آیدا بی. ولز شد. در آن سال یک سازمان ناسودبر اخبار زنان حبیبی را به خاطر کارش به عنوان یک روزنامه‌نگار در پوشش اخبار مربوط به حقوق زنان و همین‌طور سازماندهی دیگر زنان خبرنگار یکی از «۲۱ رهبر قرن بیست و یکم» نامید. در سال ۲۰۰۵ نام او در بین هزار زن کاندیدای جایزه صلح نوبل بود.